# Radio Rossii
Radio Rossii (russisch Радио России, dt. Radio Russlands) ist ein staatlicher russischer Hörfunksender aus Moskau, der sein Programm landesweit ausstrahlt.

## Geschichte
Radio Rossii wurde 1990 gegründet. Der Sender ist im Besitz der staatlichen russischen Medienholding WGTRK, zu der auch Fernsehsender wie der Telekanal Rossija und einige weitere Radiostationen gehören.

## Programm
Den Programmschwerpunkt bei Radio Rossii bildet ein breites Informationsprogramm. Der Sender steht der Regierung von Wladimir Putin nahe. Dies ist insbesondere bedeutend, weil Radio Rossii von allen Informationskanälen den größten Marktanteil hat, vor allem einen weitaus größeren als alle regierungskritischeren Kanäle zusammen.

## Verbreitung
Radio Rossii ist in Russland landesweit zu empfangen. Der Sender wird über UKW und DVB-T verbreitet. Radio Rossii ist der russische Radiosender mit dem drittgrößten Marktanteil, landesweit etwa 17 % (Erhebung 2003). In Moskau, wo der Markt zwischen mehr Stationen härter umkämpft ist, erreicht der Sender immer noch 13 %, den dort größten Anteil einer einzelnen Station. Seit 2022 wird auch auf der Mittelwelle 999 kHz gesendet. 